# 高橋親吉

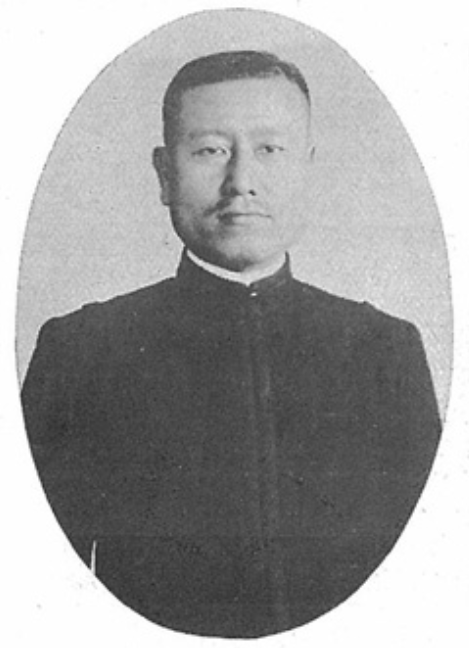
高橋親吉

高橋 親吉（たかはし しんきち、1883年（明治16年）7月 - 没年不詳）は、台湾総督府官僚。

## 経歴
大分県出身。1910年（明治43年）に東京帝国大学法科大学法律科を卒業し、高等文官試験に合格した。1912年（大正元年）、台湾総督府属となり、同事務官、専売局事務官、高雄州知事などを歴任し、1927年（昭和2年）には殖産局長に就任した。その後、台北州知事となり、1929年（昭和4年）に退官した。

## 親族
- 持地六三郎 - 妻の父[1]。台湾総督府通信局長。朝鮮総督府逓信局長。錦鶏間祗候。